# Група «Інформаційний спротив»
«Інформаційний спротив», або «Інформаційний опір»  — недержавний проєкт, головною задачею якого є протидія в інформаційному полі зовнішнім загрозам, які виникли в Україні в таких сферах: воєнна, економічна, енергетична та сфера інформаційної безпеки.

## Початок роботи
Початок роботи групи «Інформаційний спротив» (далі — «ІС») збігається з вторгненням Росії в Крим (02 березня 2014 року).
«ІС» функціонує як ініціатива неурядової організації «Центр військово-політичних розслідувань» (наразі Громадська організація «Український центр дослідження проблем безпеки імені Дмитра Тимчука» (ГО «ЦЕНТР ТИМЧУКА»)).

| Ініціативна група — це, як і я, офіцери запасу, недавно звільнені з армії. Це значить, що в нас немає начальників, ми не отримуємо за свою роботу гроші і ні від кого не залежимо. Ми працюємо на голому ентузіазмі, і нами рухає тільки патріотизм |
| — Дмитро Тимчук |

Група бере активну участь у російсько-українській інформаційній війні.

## Координатори «ІС»
Дмитро Тимчук — військовий кореспондент, офіцер запасу Збройних Сил України, народний депутат України, засновник ГО «Центр військово-політичних розслідувань»;
Юрій Карін — військовий кореспондент, полковник запасу, менеджер у сфері мас-медіа, головний редактор інтернет-видання «ІС»;
Костянтин Машовець — військовий кореспондент, полковник запасу;
Олексій Копитько — провідний експерт ГО «Центр військово-політичних розслідувань»;
Олександр Коваленко — військово-політичний оглядач, провідний експерт ГО «Центр військово-політичних розслідувань»;
Олена Степова — юрист, журналіст, письменник.
Після смерті одного з координаторів та співзасновників групи «ІС» Дмитра Тимчука група виступила із заявою щодо продовження діяльності групи та зверненням до вітчизняних та закордонних ЗМІ, а також всіх тих, кого не залишила байдужими ця трагедія, не поширювати домислів про її причини та обставини.

## Діяльність щодо оперативного інформування
Інформація перевіряється щонайменше за двома незалежними джерелами, що не пов'язані між собою (норма — підтвердження за трьома джерелами). Якщо інформація резонансна — «ІС» посилається на очевидців і учасників подій. Також використовується інформація не тільки з власних, а і зовнішніх джерел.
У серпні 2015 року «ІС» заявила про готовність відновити співробітництво з місією ОБСЄ, перерване восени 2014 через потужний на той час вплив на СММ ОБСЄ представників країни-агресора Росії. Зокрема, група «ІС» готова надавати місії ОБСЄ частину свого «закритого» щоденного зведення, яка не поширюється в ЗМІ, а саме ту частину зведення, яка містить більш повну інформацію про пересування і місця дислокації поблизу лінії розмежування підрозділів, озброєння і військової техніки російсько-терористичних військ.

## Аналітична діяльність
«ІС» публікує аналітику, підготовлену як власними експертами («Центр військово-політичних розслідувань»), так і запрошеними вітчизняними та іноземними експертами з недержавних структур та міжнародних організацій.
Найбільш резонансні розслідування:
- РПЦ — ФСБ — інструмент Кремля не лише на духовному фронті [Архівовано 29 вересня 2019 у Wayback Machine.];
- Гібридний український мир у соціальних мережах;
- «Ідеальний Рембо» — чому Росляков не міг сам здійснити теракт у Керчі;
- Докази незаконної присутності регулярних військ РФ в ОРДЛО [Архівовано 29 вересня 2019 у Wayback Machine.].[7]

## Інформаційне супроводження членів групи
Члени групи здійснюють інформування не лише на офіційних вебсторінках групи та офіційній сторінці в мережі Facebook, а й на особистих сторінках членів групи в соціальних мережах. Офіційна сторінка групи ведеться російською та англійською мовами.
Зокрема таке інформування через власну сторінку на Facebook здійснював координатор «ІС» Дмитро Тимчук.
Костянтин Машовець також висловлював власну позицію на особистій сторінці в мережі Facebook щодо масового вбивства у Керчі. Зокрема він зазначав, що низка ознак свідчить про організацію цього вбивства спецслужбами Росії, а саме: дивний спосіб евакуації тіл загиблих; різка зміна поведінки очевидців; приховування російськими окупантами поранених та виживших; рани, не характерні для помпової зброї, яка фігурує в офіційній версії тощо.

## Участь в інших проєктах
У квітні 2015 року група «ІС» презентувала соціальну рекламу до Дня Перемоги для ветеранів та їх онуків «Пам'ятаємо. Пишаємося. Переможемо!».
«Цей проект націлений на те, щоб зупинити хвилю пропаганди і спекуляцій з приводу святкування Дня Перемоги, ветеранів та нагород Другої світової війни. Соціальні рекламні ролики розповідають історію двох поколінь, які знаходять спільну мову, незважаючи на бурхливий конфлікт», — повідомив народний депутат України і координатор групи «ІС» Дмитро Тимчук.
5 травня 2015 року група «ІС» спільно з Центром політичного консалтингу розпочали другий етап проєкту «Пам'ятаємо. Пишаємося. Переможемо», присвяченого Дню пам'яті і примирення і 70-річчю перемоги. В рамках акції в соціальних мережах та інтернет-ЗМІ поширювалась серія тематичних постерів із зображеннями героїв-українців часів Другої світової війни і героїв, які сьогодні захищають Україну від російської агресії на Сході, а також допомагають у тилу.